# ヤセリダ川
ヤセリダ川（ヤセリダがわ、ベラルーシ語: Ясельда）はベラルーシ・ブレスト州を流れるプリピャチ川左岸の支流である。
全長250km、流域面積7790km²、河口での年間平均水量は35,8㎥/秒である。源流はビャウォヴィエジャの森の、ブレスト州とホメリ州の境界地点にあり、スポラウスク湖、モタリスク湖を経てプリピャチ川に合流する。またアヒンスク運河によって、ネマン川支流のシチャラ川と接続されている。川沿いの都市にはビャロザ、モタリがある。寒い季節である11月末から3月末までは凍結する。
流域には氾濫原、三日月湖、ヨシ原、フェン、島が多く、ハシボソヨシキリ、オウサマゲンゴロウモドキおよび15種のトンボなどが生息するスポロフスキー湿地はラムサール条約登録地である。